# Башня ANTEL
Башня «Antel» (исп. Torre de las Telecomunicaciones) — небоскрёб, который является штаб-квартирой компании ANTEL — ведущего оператора сотовой связи в Уругвае. Здание расположено в Монтевидео на берегу бухты, примерно в 2 км к северу от делового района.

## Характеристика

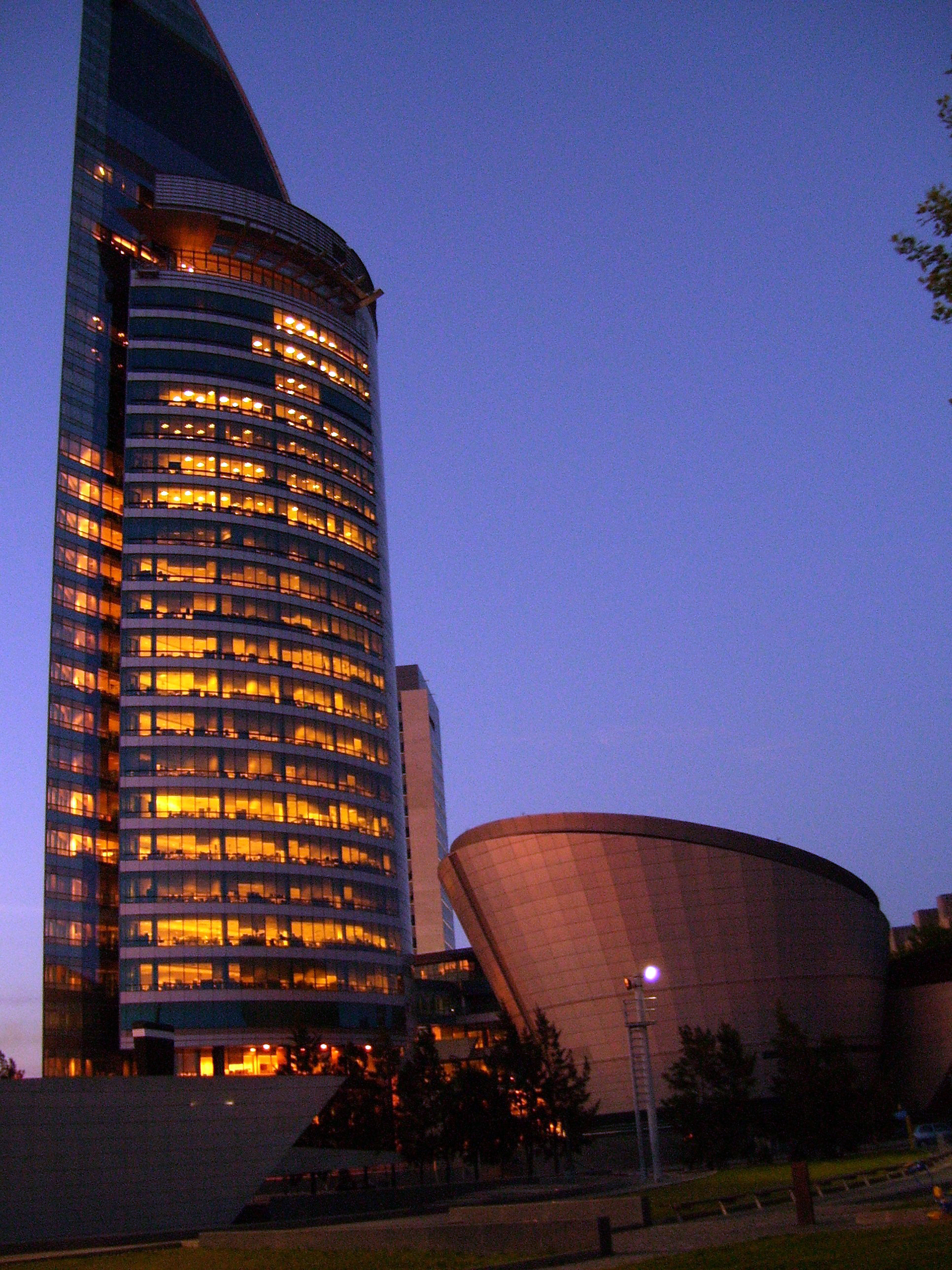
Комплекс в ночное время

Высота здания, спроектированного уругвайско-канадским архитектором Карлосом Оттом (р. 16 октября 1946, Монтевидео), составляет 160 метров, что делает его самым высоким зданием в Уругвае.
Здание построено в едином архитектурном стиле — модернизм. Основные материалы облицовки здания — стекло и алюминий, а каркас построен из армированного бетона.
Комплекс площадью около 20 000 м² состоит из главной башни «Antel», здания для клиентов, музея телекоммуникаций и аудитории.

### Распределение этажности
| Размещение                                           | Этажи   |
| ---------------------------------------------------- | ------- |
| Лобби, компьютерные системы компании                 | 1 — 3   |
| Технический этаж                                     | 4       |
| Офисы компании «ANTEL»                               | 5 — 22  |
| Залы для совещаний, кабинеты администрации           | 23 — 25 |
| Обзорная площадка (на неё ведет панорамный лифт)     | 26      |
| Технические этажи                                    | 27 — 28 |
| Этажи для антенн и телекоммуникационных оборудований | 29 — 35 |

## Интересные факты
- Строительство небоскрёба обошлось в 102 миллиона долларов.
- Многие политические соперники бывшего президента Уругвая Хулио Марии Сангинетти (1995—2000), в правление которого была возведена башня, обвиняли того в излишних растратах и увековечивании себя в таком «монументе»[3].